# 토노 아스카
토노 아스카(일본어: 遠野 あすか とうの あすか[*], 1978년 11월 28일 - )는 일본의 배우이다. 전 다카라즈카 가극단 호시구미 톱여역이다.
지바현 아비코시, 오오츠마 나카노 고등학교 출신이다. 키 162cm, 혈액형 AB형이다. 애칭은 "아스카"이다.
소속사는 토호 예능이다.

## 약력
1996년, 다카라즈카 음악학교 입학.
1998년, 다카라즈카 가극단 84기생으로 입단. 입단 당시 성적은 9번. 소라구미 공연 「엑스칼리버／시트러스의 바람」으로 초무대.
1999년, 구미마와리를 거쳐 소라구미에 배속. 깜찍한 외모와 가창력으로 일찌감치 주목을 받아, 같은 해의 「Crossroad」 (드라마시티・일본청년관 공연)으로 동상 공연 첫 히로인. 입단 2년차에 발탁되었다.
2000년, 시즈키 아사토 퇴단공연 「사막의 흑장미」로, 신인공연 첫 히로인. 그 후, 5번이나 신인공연 히로인을 맡았다. 같은 해의 「FREEDOM」 (바우홀・일본청년관 공연)으로 2번째 동상공연 히로인.
2001년 8월 13일자로 하나구미로 조이동.
2002년, 오오토리 레이 퇴단공연 「엘리자베트」 신인공연에서, 타이틀 역할인 엘리자베트를 연기했다. 본역인 오오토리가 컨디션 불량으로 휴연했을 때에, 대역으로써 본공연에서도 같은 역할을 연기했다.
2004년의 「NAKED CITY」 (바우홀・일본청년관 공연)으로 3번째 동상공연 히로인.
2005년의 「Ernest in Love」 (일생극장 공연)으로, 이 작품을 마지막으로 퇴단하는 전과 쥬리 사키호의 상대역 (히로인)을 맡았다.
2006년 2월 13일자로 전과에 이동하지만, 11월 13일자로 다시 호시구미로 이동함과 동시에 같은 날짜로 호시구미 톱여역에 취임. 입단 9년차의 톱 취임이다. 아란 케이의 상대역으로, 이듬해의 「벚꽃／시크릿 헌터」로 톱콤비 대극장 오히로메.
2009년 4월 26일, 「My dear New Orleans／아비안트」 도쿄 공연 천추락을 기해, 아란 케이와 함께 다카라즈카 가극단을 퇴단.
퇴단 후에는 토호 예능 소속이 되어, 예능 활동을 재개.
2013년부터 다카라즈카 수험생들을 위한 스쿨 「크라레스(クラレス)」를 주재.
2014년에 결혼하여, 2020년에 첫 아이인 딸을 출산했다.

## 재단 중 주요 무대
| 재단 중 주요 무대                      | 재단 중 주요 무대 | 재단 중 주요 무대                                   | 재단 중 주요 무대                        | 재단 중 주요 무대                         | 재단 중 주요 무대                                |
| 기간 (월)                              | 소속              | 제목                                                | 공연장                                   | 배역                                      | 비고                                             |
| -------------------------------------- | ----------------- | --------------------------------------------------- | ---------------------------------------- | ----------------------------------------- | ------------------------------------------------ |
| 1998년                                 |                   |                                                     |                                          |                                           |                                                  |
| 3 - 5                                  | 無                | 엑스칼리버                                          | 다카라즈카 대극장                        |                                           | 초무대소라구미 공연                              |
| 3 - 5                                  | 無                | 시트러스의 바람                                     | 다카라즈카 대극장                        |                                           | 초무대소라구미 공연                              |
| 6 - 11                                 | 無                | 황제                                                | 다카라즈카 대극장 도쿄 다카라즈카 극장   |                                           | 구미마와리호시구미 공연                          |
| 6 - 11                                 | 無                | 헤밍웨이 레뷰                                       | 다카라즈카 대극장 도쿄 다카라즈카 극장   |                                           | 구미마와리호시구미 공연                          |
| 1999년                                 |                   |                                                     |                                          |                                           |                                                  |
| 2 - 3                                  | 소라              | 엘리자베트                                          | 1000days극장                             |                                           |                                                  |
| 5                                      | 소라              | Crossroad                                           | 드라마시티                               | 헬레나                                    | 동상 첫 히로인                                   |
| 6 - 8                                  | 소라              | 격정                                                | 다카라즈카 대극장                        | 콘티타 미카엘라 (신인공연)                | 본역 : 료 아키노                                 |
| 6 - 8                                  | 소라              | 더 레뷰 '99                                         | 다카라즈카 대극장                        |                                           |                                                  |
| 9                                      | 소라              | Crossroad                                           | 일본청년관                               | 헬레나                                    |                                                  |
| 10 - 11                                | 소라              | 격정                                                | 1000days극장                             | 콘티타 미카엘라 (신인공연)                | 본역 : 료 아키노                                 |
| 10 - 11                                | 소라              | 더 레뷰 '99                                         | 1000days극장                             |                                           |                                                  |
| 2000년                                 |                   |                                                     |                                          |                                           |                                                  |
| 1 - 5                                  | 소라              | 사막의 흑장미                                       | 다카라즈카 대극장 1000days극장           | 마리야나 공주 (신인공연)                  | 본역 : 하나후사 마리 신인공연 첫 히로인          |
| 1 - 5                                  | 소라              | GLORIOUS!!                                          | 다카라즈카 대극장 1000days극장           |                                           |                                                  |
| 6 - 7                                  | 소라              | FREEDOM -미스터 카르멘-                             | 바우홀 일본청년관                        | 조시                                      | 동상 히로인                                      |
| 8 - 12                                 | 소라              | 망향은 바다를 넘어                                  | 다카라즈카 대극장 1000days극장           | 류드미라 (신인공연)                       | 본역 : 료 아키노                                 |
| 8 - 12                                 | 소라              | 밀레니엄 챌린저!                                    | 다카라즈카 대극장 1000days극장           |                                           |                                                  |
| 2001년                                 |                   |                                                     |                                          |                                           |                                                  |
| 2                                      | 소라              | 망향은 바다를 넘어                                  | 중일극장                                 |                                           |                                                  |
| 2                                      | 소라              | 밀레니엄 챌린저!                                    | 중일극장                                 |                                           |                                                  |
| 4 - 8                                  | 소라              | 베르사이유의 장미 2001 -페르젠과 마리 앙투아네트편- | 다카라즈카 대극장 1000days극장           | 소공녀 로잘리 (신인공연)                  | 본역 : 료 아키노                                 |
| 9 - 11                                 | 하나              | 미켈란젤로                                          | 도쿄 다카라즈카 극장                     | 루이저 데 메디치 안젤로2 (신인공연)       | 본역 : 우타하나 유미                             |
| 9 - 11                                 | 하나              | 『VIVA!                                             | 도쿄 다카라즈카 극장                     |                                           |                                                  |
| 12 - 2002년 1                          | 하나              | 카나리아                                            | 드라마시티 르 테아토르 긴자              | 비노슈 / 사리                             |                                                  |
| 2002년                                 |                   |                                                     |                                          |                                           |                                                  |
| 3 - 4                                  | 하나              | 호박색 비에 젖어                                    | 다카라즈카 대극장                        | 프랑소와즈 드 프렐 샤론 카자티 (신인공연) | 본역 : 오오토리 레이 신인공연 히로인             |
| 3 - 4                                  | 하나              | Cocktail                                            | 다카라즈카 대극장                        |                                           |                                                  |
| 4                                      | 하나              | 바람과 함께 사라지다                                | 일생극장                                 | 스칼렛2                                   | 전과와 합동공연                                  |
| 5 - 6                                  | 하나              | 호박색 비에 젖어                                    | 도쿄 다카라즈카 극장                     | 프랑소와즈 드 프렐 샤론 카자티 (신인공연) | 본역 : 오오토리 레이 신인공연 히로인             |
| 5 - 6                                  | 하나              | Cocktail                                            | 도쿄 다카라즈카 극장                     |                                           |                                                  |
| 10 - 2003년 2                          | 하나              | 엘리자베트                                          | 다카라즈카 대극장 도쿄 다카라즈카 극장   | 빈디시 양 엘리자베트 (신인공연ㆍ대역)     | 본역 : 오오토리 레이 신인공연 히로인 첫 에트와르 |
| 2003년                                 |                   |                                                     |                                          |                                           |                                                  |
| 3 - 4                                  | 하나              | 불멸의 가시                                         | 드라마시티 아카사카ACT시어터             | 크리스티나                                |                                                  |
| 5 - 9                                  | 하나              | 야풍의 피리                                         | 다카라즈카 대극장 도쿄 다카라즈카 극장   | 괴리사/린도 이로하 히메 (신인공연)        | 본역 : 후즈키 미요 신인공연 히로인               |
| 5 - 9                                  | 하나              | 레뷰 탄생                                           | 다카라즈카 대극장 도쿄 다카라즈카 극장   |                                           |                                                  |
| 10 - 11                                | 하나              | 호박색 비에 젖어                                    | 전국투어                                 | 프랑소와즈 드 프렐                        |                                                  |
| 10 - 11                                | 하나              | Cocktail                                            | 전국투어                                 |                                           |                                                  |
| 2004년                                 |                   |                                                     |                                          |                                           |                                                  |
| 1 - 5                                  | 하나              | 비상무한                                            | 다카라즈카 대극장 도쿄 다카라즈카 극장   | 데가타리A                                 |                                                  |
| 1 - 5                                  | 하나              | 천사의 계절                                         | 다카라즈카 대극장 도쿄 다카라즈카 극장   | 라자니아 (신인공연)                       | 본역 : 오오토모 레이카                           |
| 1 - 5                                  | 하나              | 어프로즈 다카라즈카!                                | 다카라즈카 대극장 도쿄 다카라즈카 극장   |                                           | 에트와르                                         |
| 5 - 6                                  | 하나              | NAKED CITY                                          | 바우홀 일본청년관                        | 데이지 미라                               | 동상 히로인                                      |
| 8 - 11                                 | 하나              | La Esperanza                                        | 다카라즈카 대극장 도쿄 다카라즈카 극장   | 프란키타 미르바 (신인공연)                | 본역 : 후즈키 미요 신인공연 히로인               |
| 8 - 11                                 | 하나              | TAKARAZUKA 무몽(舞夢)!                              | 다카라즈카 대극장 도쿄 다카라즈카 극장   |                                           |                                                  |
| 12 - 2005년 1                          | 하나              | 하늘의 북 -몽환이라야 되겠지-                       | 드라마시티 일본청년관                    | 이부키                                    |                                                  |
| 2005년                                 |                   |                                                     |                                          |                                           |                                                  |
| 3 - 7                                  | 하나              | 마라케슈 붉은 묘표                                  | 다카라즈카 대극장 도쿄 다카라즈카 극장   | 이베트                                    |                                                  |
| 3 - 7                                  | 하나              | 엔터 더 레뷰                                        | 다카라즈카 대극장 도쿄 다카라즈카 극장   |                                           |                                                  |
| 9                                      | 하나              | Ernest in Love                                      | 일생극장                                 | 그웬돌렌 페어팩스                         | 히로인                                           |
| 11 - 2006년 2                          | 하나              | 낙양의 팔레르모                                     | 다카라즈카 대극장 도쿄 다카라즈카 극장   | 주디타 펠리                               |                                                  |
| 11 - 2006년 2                          | 하나              | ASIAN WINDS!                                        | 다카라즈카 대극장 도쿄 다카라즈카 극장   |                                           |                                                  |
| 2006년                                 |                   |                                                     |                                          |                                           |                                                  |
| 6                                      | 전과              | 코파카바나                                          | 우메다예술극장                           | 콘티타 알바레스                           | 호시구미 공연                                    |
| 8                                      | 전과              | 코파카바나                                          | 하카타좌                                 | 콘티타 알바레스                           | 소라구미 공연                                    |
| 2006년 11월 13일, 호시구미 톱여역 취임 |                   |                                                     |                                          |                                           |                                                  |
| 12 - 2007년 1                          | 호시              | 헤이즈 코드                                         | 드라마시티 일본청년관                    | 리비(올리비아) 폰테인                     | 톱 오히로메 공연                                 |
| 2007년                                 |                   |                                                     |                                          |                                           |                                                  |
| 3 - 7                                  | 호시              | 벚꽃                                                | 다카라즈카 대극장 도쿄 다카라즈카 극장   |                                           | 대극장 톱 오히로메 공연                          |
| 3 - 7                                  | 호시              | 시크릿 헌터                                         | 다카라즈카 대극장 도쿄 다카라즈카 극장   | 제니퍼                                    | 대극장 톱 오히로메 공연                          |
| 8                                      | 호시              | 시크릿 헌터                                         | 하카타좌                                 | 제니퍼                                    |                                                  |
| 8                                      | 호시              | 네오 댄디즘!!                                       | 하카타좌                                 |                                           |                                                  |
| 11 - 2008년 2                          | 호시              | 엘 아르콘 -매-                                      | 다카라즈카 대극장 도쿄 다카라즈카 극장   | 길다 라반느                               |                                                  |
| 11 - 2008년 2                          | 호시              | 레뷰 오르키스 -란초의 별-                           | 다카라즈카 대극장 도쿄 다카라즈카 극장   |                                           |                                                  |
| 2008년                                 |                   |                                                     |                                          |                                           |                                                  |
| 3 - 4                                  | 호시              | 적과 흑 -원작 스탕달-                               | 드라마시티 일본청년관 아이치후생연금회관 | 레나르 부인                               |                                                  |
| 6 - 10                                 | 호시              | THE SCARLET PIMPERNEL                               | 다카라즈카 대극장 도쿄 다카라즈카 극장   | 마르그리트 산 쥬스트                      |                                                  |
| 11 - 12                                | 호시              | 외전 베르사이유의 장미 -베르나르편-                 | 전국투어                                 | 로잘리                                    |                                                  |
| 11 - 12                                | 호시              | 네오 댄디즘! Ⅲ                                      | 전국투어                                 |                                           |                                                  |
| 2009년                                 |                   |                                                     |                                          |                                           |                                                  |
| 2 - 4                                  | 호시              | My dear New Orleans                                 | 다카라즈카 대극장 도쿄 다카라즈카 극장   | 루이즈 뒤앙 (루루)                        | 퇴단공연에트와르                                 |
| 2 - 4                                  | 호시              | 아비안트                                            | 다카라즈카 대극장 도쿄 다카라즈카 극장   |                                           | 퇴단공연에트와르                                 |

### 외부 출연
- 2002년 8월, 『Cinderella』 (신주쿠코마극장) - 신데렐라 (히로인)
- 2003년 11월 12일, 『Cinderella』 (우메다코마극장) - 신데렐라 (히로인)

### 출연 이벤트
- 2000년 9월, TCA 스페셜 2000 『KING OF REVUE』
- 2000년 10월, 제 41회 『다카라즈카 무용회』
- 2000년 12월, 『아듀 TAKARAZUKA1000days극장 사요나라 이벤트』
- 2001년 6월, TCA 스페셜 2001 『다카라즈카 몽세기(夢世紀)』
- 2001년 8월, 『하나구미 -리프라이즈- 엔커리지 콘서트』
- 2002년 6월, TCA 스페셜 2002 『DREAM』
- 2002년 12월, 『요시자키 켄지 오리지널 콘서트』
- 2002년 12월, 하루노 스미레 디너쇼 『S【es】』
- 2003년 6월, TCA 스페셜 2003 『디어 그랜드 시어터』
- 2004년 7월, TCA 스페셜 2004 『다카라즈카 90』
- 2004년 11월, 『베르사이유의 장미 30』
- 2005년 4월, TCA 스페셜 2005 『Beautiful Melody Beautiful Romance』
- 2005년 7월, 다카라즈카 파리제 2005 『Souvenir Pour Aurevoir』
- 2005년 12월, 『꽃의 길 꿈의 길 영원의 길』
- 2006년 9월, TCA 스페셜 2006 『원더풀 드리머즈』
- 2007년 9월, TCA 스페셜 2007 『아로! 레뷰!』
- 2007년 10월, 제 48회 『다카라즈카 무용회』
- 2008년 12월, 다카라즈카 스페셜 2008 『La Festa!』
- 2009년 3월, 토노 아스카 뮤직 살롱 『Postlude』 주연

## 퇴단 후 주요 활동

### 무대
| 퇴단 후 주요 무대 | 퇴단 후 주요 무대                                     | 퇴단 후 주요 무대                             | 퇴단 후 주요 무대 | 퇴단 후 주요 무대 |
| 기간 (월)         | 제목                                                  | 공연장                                        | 배역              | 비고              |
| ----------------- | ----------------------------------------------------- | --------------------------------------------- | ----------------- | ----------------- |
| 2010년            |                                                       |                                               |                   |                   |
| 2                 | 텐쇼인 아츠히메                                       | 메이지좌                                      | 황녀 카즈노미야   |                   |
| 5                 | 극단 EXILE 제 4회 공연 DANCE EARTH -소원-             | 시나가와 스테라볼                             |                   | 히로인            |
| 12 - 2011년 3     | 안나 카레니나                                         | 시어터크리에 외                               | 키티              |                   |
| 2012년            |                                                       |                                               |                   |                   |
| 1                 | 마츠다이라 켄ㆍ망나니 쇼군 ~두명의 요시무네~          | 신가부키좌                                    |                   |                   |
| 4                 | 니진스키 ~신의 사랑을 받은 고고의 천재 발레댄서~      | 텐노우즈 긴자극장                             | 로모라            |                   |
| 2013년            |                                                       |                                               |                   |                   |
| 2 - 3             | 안나 카레니나                                         | 르 테아토르 긴자 시어터 드라마시티 메이테츠홀 | 키티              |                   |
| 5                 | 붓다                                                  | 시어터 1010 시어터 BRAVA!                     | 미게라            |                   |
| 2014년            |                                                       |                                               |                   |                   |
| 4                 | 니진스키 ~신의 사랑을 받은 고고의 천재 발레댄서~ 재연 | 텐노우즈 긴자극장                             | 로모라            |                   |
| 5                 | 프루프/증명                                           | 산모르스튜디오                                | 클레아            |                   |
| 2015년            |                                                       |                                               |                   |                   |
| 5 - 6             | 블루문                                                | 도쿄그로브좌 모리노미야 피로티홀              | 케이트 타치바나   |                   |

### 드라마
- 『과수연의 여자』 (2010년 9월 2일・테레비아사히계・제 10시즌 제 8회 게스트・우오즈미 쇼코 역)
- 『경시청 감식과〜난바라 간사의 감정〜』 (2011년 3월 28일・TBS계・마나베 아사미 역)
- 『사법교관・호다카 요시코〜1』 (2011년 9월 3일・테레비아사히계・토다 마사미 역）
- 『DOCTORS〜최강의 명의〜』 (2011년 10월 27월 〜12월 15월 ・테레비아사히계・카세자와 후미 역)
- 『경시청 감식과〜난바라 간사의 감정〜2』 (2011년 11월 28월 ・TBS계・토다 마사미 역)
- 『DOCTORS〜최강의 명의〜SPECIAL 』 (2013년 6월 21월 타카이즈미 후미 역)
- 『경시청 감식과〜난바라 간사의 감정〜3』 (2013년 8월 19월 ・TBS계・마나베 아사미 역)
- 『니시무라 쿄타로 서스펜스 토츠가와 조사반』 (2014년 7월 25월 ・후지테레비계・히로세 유카리 역)

### 영화
- 『심중 천사』(2011년 2월 5월 공개) - 유우의 연인 역
- 『트릭 극장판 라스트 스테이지』（2014년 1월 11월 공개） - 카가 미레코 역
- 『에이토레인저 2 』 (2014년 7월 26월 공개)

## 광고
- 1999년, 『한큐한신』 첫 참배 포스터 모델

## 수상 이력
- 2003년, 『다카라즈카 가극단 연도상』 - 2002년도 신인상
- 2007년, 『다카라즈카 가극단 연도상』 - 2006년도 노력상
- 2007년, 『한큐스미레회 팬지상』 - 여역상
- 2008년, 『다카라즈카 가극단 연도상』 - 2007년도 우수상